# 김종필 (1955년)
김종필(한국 한자: 金鍾弼, 1955년 3월 11일 ~ )은 대한민국의 전직 축구 선수 겸 현직 축구 감독이다.

## 선수 경력
한국산업은행 축구단에서 활약하다 대우 축구단의 전신인 새한자동차 축구단의 창단 멤버로 입단하였다.

## 감독 경력
1990년 안양공업고등학교 축구부의 감독직에 취임해 팀의 11번의 우승에 공헌함과 동시에 이영표, 김동진 등을 발굴해냈다.
2005년 1월 홍익대학교 축구부의 감독직에 취임해 팀의 4번의 우승을 이끔과 동시에 김보경과 유병수 등을 발굴해냈다.
2013년 7월 충주 험멜의 감독직에 취임했으며, 2015시즌을 끝으로 계약기간 만료로 물러났다.
2017시즌을 앞두고 이흥실의 후임으로 아산 무궁화 FC의 취임할 예정이였으나, 끝내 무산되었고, FC 안양의 감독으로 취임하였다.

## 참고 자료
- 홍익대 김종필 감독“내년 U리그 정상에 다시 한번 도전하고 싶다”